# Футуризам
Футуризам је италијански покрет авангардне уметности, настао 1909. године, који је славио динамичност модерног света. Био је књижевног порекла у свом зачетку, али већина његових главних представника су били сликари, а обухватао је и скулптуру, архитектуру, музику, филм и фотографију. У Италији се задржао до 1930-их, а имао је јак утицај и у другим земљама, посебно у Русији. Кубизам је допринео формирању италијанског футуристичког уметничког стила.
Оснивач футуризма био је Филипо Томазо Маринети, који је покренуо покрет манифестом објављеним на француском језику у париским новинама Фигаро, 20. фебруара 1909. године. Бомбастичним и запаљивим језиком напао је утврђене вредности и традиције: „Запалите полице библиотека … поплавите водом музеје …”, неке су од његових речи, и позвао на културно подмлађивање Италије помоћу нове уметности која ће славити технологију, брзину и „све друге модерне ствари”.

## Допринос футуризма модерној уметности
Футуризам као и кубизам се може сматрати једним од потпокрета у оквиру апстрактне уметности. Футуризам је заправо форма кубизма коју су створили италијански сликари, а који су се нашли у Паризу у време када су Брак и Пикасо потресли уметничке кругове својим новим ликовним подухватом, који је касније добио име кубизам. Најзначајнији уметници овога покрета су Умберто Бочони и Ђакомо Бала. Обојица су студирали уметност у Француској и по повратку у Италију били су заинтригирани наглим напретком индустрије. Заједно са песником Филипом Томазом Маринетијем оформили су једну идејну групу. Свој ликовни израз су формулисали на бази модерних машина, брзини и жестини савременог живота, као и психолошком утицају овога феномена на људски менталитет и активност. Бочони, Северини и њихови следбеници настојали су да прикажу лепоту модерних машина помоћу снопова линија и равни које на сликарској површини стварају ефекат динамичног кретања и напетости. Представљање брзог кретања у ликовној форми била је њихова основна преокупација. Такође су покушали да интерпретирају савремене социјалне догађаје, као што су побуне, штрајкови, рат, односно све оне које су сматрали да ће бити од утицаја на будућа дешавања у друштву.
Страственост идеја ове групе није била у адекватној размери са њиховим уметничким доприносом, јер су они само дали енергију покрета статичној геометрији кубизма и поново вратили богатство колорита. Могло би се рећи да њихово обраћање машинама као новом тематиком сликарства, било њихов најзначајнији допринос модерној уметности, јер су тиме упозорили друге уметнике и публику на њихов потенцијал и природу времена у којем су живели.

## Историја футуризма
У време када је Маринети објавио „Манифест футуризма” многи у Италији су делили мишљење да њихова нација није успела да постане истински модерна. Тадашњи политичи режим на челу са премијером Ђованијем Ђолтијем, био је омражен због наглашавања компромиса и посредовања између супротстављених интереса, што је љутило оне који су сматрали да држава заостаје у напретку према модерном друштву. Ипак, у самом манифесту мало је нових идеја, ако их уопште и има, већ је највећи део већ био присутан у замршеној мрежи политичких, културних и филозофских струја с почетка прошлог века. Сам манифест је привукао пажњу због свог силовитог говора и запаљиве реторике, али и због вештине којом је објављен. Маринети је био изврстан медијски манипулатор и свој манифест је објавио не у неким опскурним, већ на насловној страни једне од најпрестижнијих новина на свету, Ле Фигаро. Ипак, треба имати у виду да је био врло богат и просто је платио простор. Футуризам је такође био нов као покрет у томе што је сам одабрао своје име и прво започео са идејом, а тек после је постепено тражио начин да се она изрази кроз уметност.
У јесен 1908. године, Маринети је написао манифест који се најпре појавио у облику предговора једној књизи његових песама, штампаној у Милану јануара 1909. године. Међутим, тек објављивање текста на првој страници француског дневног листа Ле Фигаро, 20. фебруара исте године, постиже жељено дејство, па се тај датум углавном узима као рођендан футуризма.
За име свог покрета Маринети се у почетку колебао између „динамизам”, „електрицитет” и „футуризам”. Алтернативна решења говоре нам о томе шта га је посебно занимало у то време. Свеснији од других писаца и уметника бујања технолошке моћи, желео је да уметност уништи прошлост и посвети се величању и усхићењу које пружају брзина и механичка енергија. У свом манифесту, између осталог, пише:
„Изјављујемо да је дивоту овог света увеличала једна нова лепота — лепота брзине. Тркачки аутомобил, каросерија украшена великим цевима попут змија праскавог даха… вриштећи аутомобил, који као да иде на барут, лепши је од Нике Самотрачке (чувене хеленистичке скулптуре „Победе” у Лувру)... Лепота сада постоји само у борби. Рад који по свом карактеру није агресиван не може бити врхунско уметничко дело... Желимо да прославимо рат — једину хигијену света — милитаризам, патриотизам, рушилачки чин анархиста, дивне идеје за које се умире, и презир према женама. Уништимо музеје, библиотеке и академије сваке врсте, објавимо рат морализаторству, феминизму и свакој опортунистичкој и утилитаристичкој нискости. Опеваћемо гомиле узбуђене радом, задовољством и побуном, разнобојном, вишегласном плимом револуције у модерним престоницама. Опеваћемо ноћну, трепераву ужареност арсенала и бродоградилишта, обасјаних електричном месечином, прождрљиве станице које гутају своје задимљене гује... локомотиве широких груди које ударају по шинама као огромни челични коњи у амовима од цеви, и меки лет аероплана, чије елисе лепећу по зраку као заставе, као аплауз одушевљене гомиле. Из Италије у свет шаљемо овај манифест огромне и запаљиве жестине, којим смо данас основали футуризам, јер желимо да ову земљу ослободимо смрдљиве рак-ране професора, археолога, водича и антиквара.”
Маринети у манифесту често понавља „ми” мада футуристичка група није постојала у време када је објављен. Ипак, брзо је привукао присталице, посебно из групе сликара са седиштем у Милану, којима је Маринети помогао да напишу „Манифест футуристичких сликара”, објављен као летак у његовом часопису „Поезија” у фебруару 1910. године. Написали су га Бочони, Кара и Русоло, а потписали Бала (који је живео у Риму) и Северини (који је у то време боравио у Паризу). Иста петорица су потписали и „Технички манифест футуристичког сликарства” објављен у априлу 1910. године. Иако је први сликарски манифест тек нешто више од понављања Маринетијевог, „Технички манифест” сугерише – мада у нејасним терминима – ток развоја који би футуристичко сликарство имало, са нагласком на преношење кретања, или искуства кретања, на сликарско платно: „Геста коју ћемо репродуковати на платну више неће бити један фиксни тренутак времена из динамике универзума, већ просто сам осећај динамичности.”
У покушају да развију визуелни језик којим би изразили своје преокупације, футуристички сликари су у почетку били под утицајем дивизионизма, где су плохе подељене на мале мрље боје, а који је био погодан за сугерисање урбаних светлосних ефеката, или замућења узрокованих великом брзином кретања, као у Бочонијевом „Буђење града” (1910–11, Музеј модерне уметности у Њујорку). Међутим, 1911. године, Бочони и Кара су посетили Маринетија и Северинија у Паризу, где су убрзо пали под утицај кубизма. Убрзо после и следећи његове принципе, почели су да користе фрагментиране плохе и погледе из више углова, постижући осећај покрета наглашеним и снажним дијагоналама. Бала је развио другачији приступ за његово сугерисање, имитирајући ефекте фотографије са вишеструком експозицијом, где преклапајуће и замућене узастопне слике настају у делићу секунде (ову фотографску технику је први употребио Етјен-Жул Мареј [Étienne-Jules Marey] 1880-их). Предмети футуристичких сликара обично припадају контексту урбаног живота, а неретко поседују и један политички акценат.
Слике футуриста су први пут приказане на мешовитој изложби у Милану 1911. године, а прва самостална изложба групе одржана је у фебруару 1912. године у галерији Бернајм-Жан у Паризу. Потом су излагали у Лондону (галерији Саквил), Берлину (галерији Сторм, где је многа дела купио један приватни колекционар), Амстердаму, Цириху, Бечу и Будимпешти. Маринетијеве спретнне технике промоције (подржане његовим личним богатством) обезбедиле су да изложба добије велики публицитет. Реакције на дела су биле врло помешане, али футуристи никада нису били игнорисани. Предговор за каталог, а који су потписали Бала (који тада није излагао), Бочони, Кара, Русоло и Северини, заправо је био ажурирани манифест у ком се расправља о нејасном принципу „линија сила”, кроз које се објекти стапају са околином. Њихове идеје Џорџ Херд Хамилтон је сажео на следећи начин: „Према овом документу желели су да зброј визуелних и психолошких утисака прикажу као синтезу онога што је човеку у сећању и онога што он тренутно види.”
Иако се неки трендови ка настанку футуризма могу пратити и пре, за настанак футуризма сматра се 1909. година када је италијански песник Филипо Маринети објавио „Футуристички манифест“ у париском листу Ле Фигаро. У овом манифесту Маринети је огласио програм у неколико тачака и то су били љубав немира, брзине, поезије, одважности и револта. Практично се може презентовати тријумф човека над природом.
1910. издали су сличан манифест сликари, а 1912. архитекте.
Футуризам се проширио и у Русију, где је постао веома популаран и помогао развој два сродна руска правца, егофутуризма и кубофутуризма.
Идеолошки футуризам је био нејединствен и њему су се прикључиле све политичке групе. Око 1921. Маринети се спријатељио са Мусолинијем, а на конгресу футуриста из 1924. године званично се приклонио фашизму.

## Филм
Када је интервјуисана о свом омиљеном филму свих времена, позната филмска критичарка Полин Кејл изјавила је да је редитељ Димитри Кирсанов у свом немом експерименталном филму Менилмонтант „развио технику која сугерише покрет познат у сликарству као футуризам“.
Тајис (Thaïs), у режији Антона Ђулија Брагагија (1917), једино је преживело дело италијанског футуристичког биоскопа 1910-их до данас (35 минута од оригиналних 70 минута).

## Светски књижевници
- Филипо Маринети, Италија
- Владимир Мајаковски, Русија
- Велимир Хлебников, Русија

## Сликарство
Футуризам је био у овој области јако сличан кубизму и циљ је био добити слику у покрету - представити на слици покрет и кроз ове тежње се долазило до апстракције. Најважнији представници били су:
- Умберто Бочони
- Ђакомо Бала
- Ђино Северини
- Луиђи Русоло
- Карло Кара
- Казимир Маљевич